# Ancyrosoma leucogrammes
Ancyrosoma
Genre
Espèce
Ancyrosoma leucogrammes, unique représentant du genre Ancyrosoma, est une espèce d'insectes de la famille des Pentatomidae (sous-ordre des hétéroptères, les punaises).

## Classification
Le genre Ancyrosoma est décrit en 1843 par les entomologistes français Charles Jean-Baptiste Amyot et Jean Guillaume Audinet-Serville en 1843.
L'espèce Ancyrosoma leucogrammes a été initialement décrite en 1790 par le naturaliste allemand Johann Friedrich Gmelin sous le protonyme Cimex leucogrammes Gmelin, 1790.

## Publications originales
- Genre Ancyrosoma :
  - Publication originale : Charles Jean-Baptiste Amyot et Jean Guillaume Audinet-Serville, Histoire naturelle des insectes. Hémiptères, Librairie encyclopédique de Roret, Paris, 1843, 67 p. (lire en ligne), p. 49

- Espèce Ancyrosoma leucogrammes :
  - Publication originale : Johann Friedrich Gmelin, Caroli a Linné systema naturae per regna tria naturae, secundum classes, ordines, genera, species, cum characteribus, differentiis, synonymis, locis. Tomus I, Pars IV : Editio decima tertia, aucta, reformata, Lipsiae. (Beer)., 1790 (lire en ligne), p. 2131